# ژئوپارک جهانی خوشه آتشفشانی هایکو
ژئوپارک جهانی خوشه آتشفشانی هایکو (به لاتین: Haikou Volcanic Cluster Global Geopark) یک کوه و ژئوپارک در چین است که در هاینان واقع شده‌است.